# おとこ同志おんな同志
おとこ同志おんな同志（おとこどうしおんなどうし）は、1978年1月7日から同年2月11日まで、日本テレビ系列の「土曜グランド劇場」の枠で放送されたテレビドラマ。全6話。

## 概要・内容
グリーンマンション1号棟305号室に住むカメラマンの片山努、同じマンションの2号棟308号室に住む宝石商の倉田茂、そして努の部屋の隣に住み、望遠鏡で他人をのぞき込むのが好きな遠山透。この3人を中心に物語が動く。努は恋人で学生の桐小路陽子に結婚を迫られているが、アルバイト生活をしている努は結婚はまだまだ先のものと思っているため、これには弱っていた。茂も、8年間つき合っている一柳モモ子に「同棲しよう」と迫られ、これにもまた困り果てていた。二人ともまだ独身生活を続けたいと思っているため、二人はスナックで密談を交わした末、お互いの部屋を交換して住むことにした。その後も二人は恋人の猛攻をかわすためにあの手この手を使って逃げ回ろうとする。 
本作は、1963年～1964年に放送されていた『男嫌い』のちょうど“裏返し”と紹介されたことがあり、本作の脚本の八木柊一郎、演出の福田陽一郎は、この『男嫌い』でも脚本、演出を務めていた。

## キャスト
- 片山努：堺正章
- 倉田茂：杉浦直樹
- 桐小路陽子：池上季実子
- 一柳モモ子：岸田今日子
- トキ江：根岸とし江 - モモ子の友人
- のり子：かたせ梨乃 - スナック「男と女」のママ
- 桐小路伊之助：西村晃 - 陽子の父
- 桐小路秋子：賀原夏子 - 陽子の母
- 名古屋章
- 金次郎：小倉一郎 - 遠山透の甥
- 遠山透：谷啓

## スタッフ
- 制作：早川恒夫、大久保豊
- 脚本：八木柊一郎
- 演出：福田陽一郎
- 演出補：中山史郎 ほか
- テクニカルディレクター：野口博
- カメラ：高津芳英、丸育三
- タイムキーパー：長谷川明子
- 制作：日本テレビ

## 主題歌
井上忠夫「男と女の星座」（作詞：伊奈洸、作曲・編曲：井上忠夫）

## サブタイトル
1. 1978年1月7日 「男たちの夜逃げ」　視聴率13.3%
2. 1978年1月14日 「あきらめない女たち」 9.4%
3. 1978年1月21日 「追いつ追われつ」 11.0%
4. 1978年1月28日 「化かし合い」9.7%
5. 1978年2月4日 「男と女どっちもどっち」8.6%
6. 1978年2月11日 「男の叫び "女は"…!」7.3%